# 新潟県道7号新津村松線
新潟県道7号新津村松線（にいがたけんどう7ごう にいつむらまつせん）は、新潟県新潟市秋葉区から五泉市に至る県道（主要地方道）である。

## 概要
新潟市秋葉区の古田（こだ）交差点を起点に、五泉市村松甲を終点とする幹線道路。JR磐越西線および旧蒲原鉄道線とほぼ平行している。

### 路線データ
- 路線延長：15.3228km[要出典]
- 起点：新潟市秋葉区古田字天神（古田交差点＝国道403号・国道460号交点）
- 終点：五泉市村松甲（村松下町交差点＝国道290号交点）

## 歴史
- 1993年（平成5年）5月11日 - 建設省から、県道新津村松線が新津村松線として主要地方道に再指定される[1]。
- 1994年（平成6年）4月1日 - 整理番号を807から7へ変更。

## 路線状況

### 通称
- 村松街道

### 重複区間
- 新潟県道17号新潟村松三川線（五泉市・下条交差点 - 村松下町交差点、終点）

## 地理

### 通過する自治体
- 新潟市（秋葉区）
- 五泉市

### 交差する道路
- 新潟市秋葉区

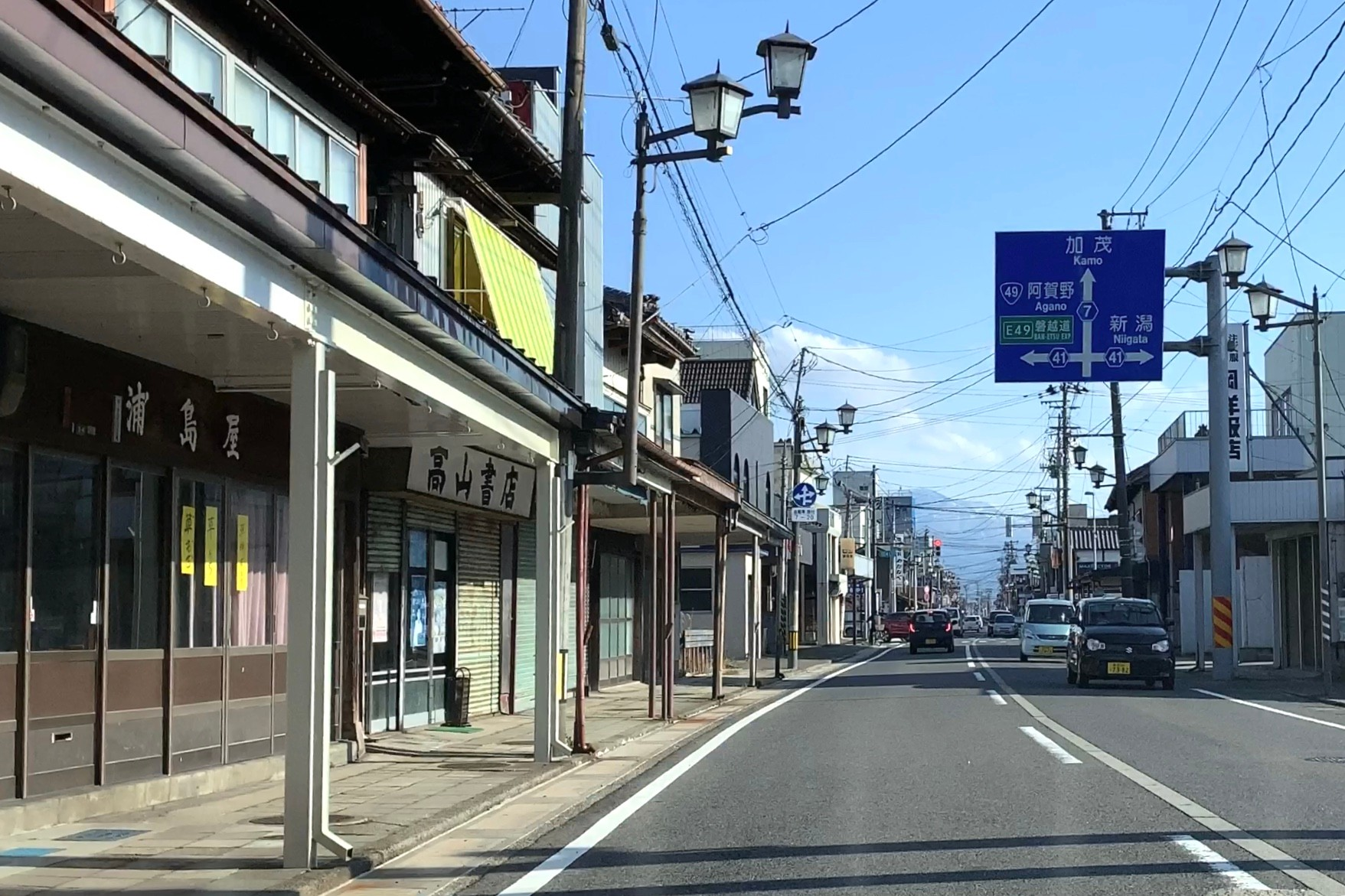
五泉市本町4丁目付近

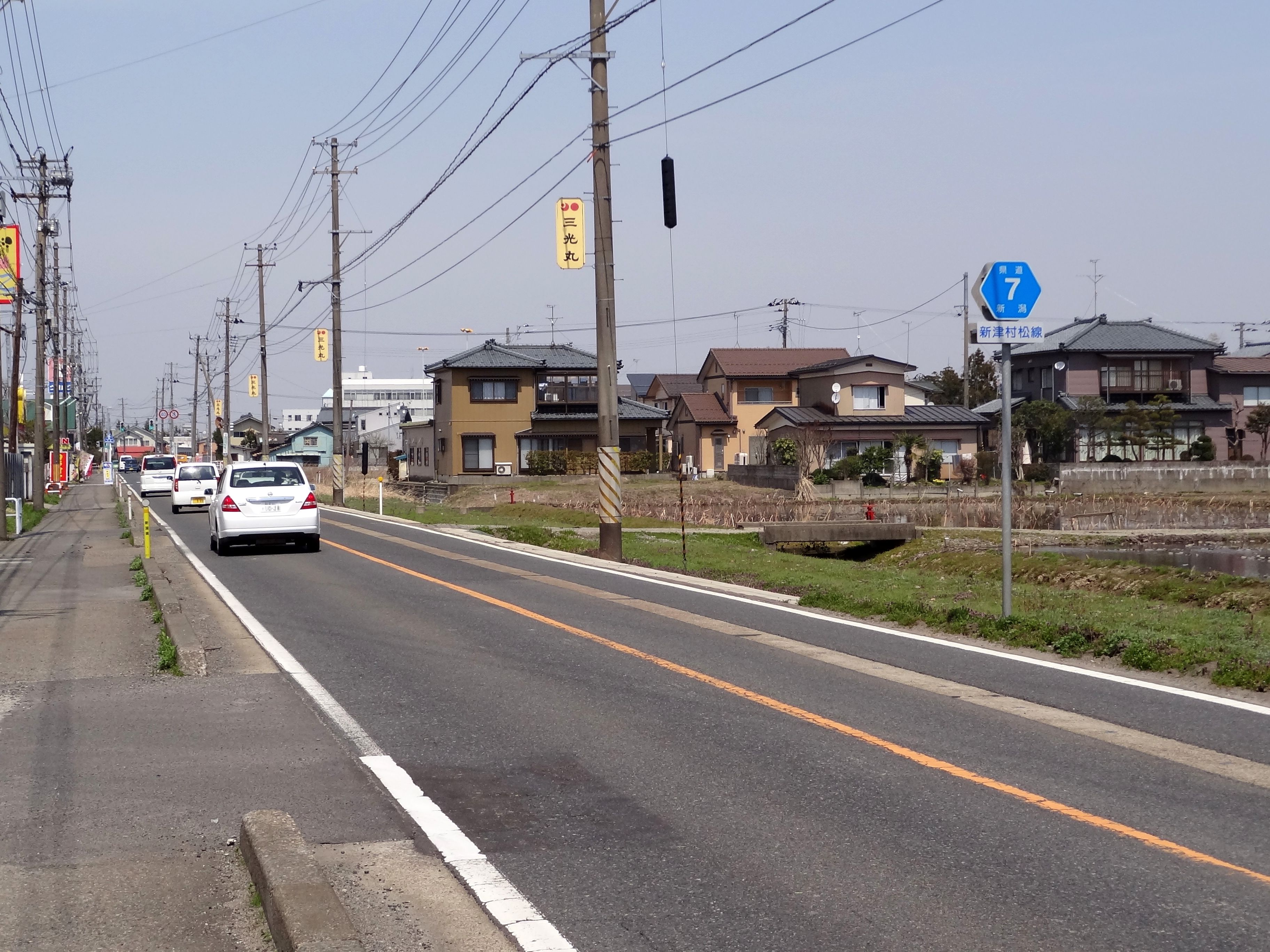
五泉市木越付近

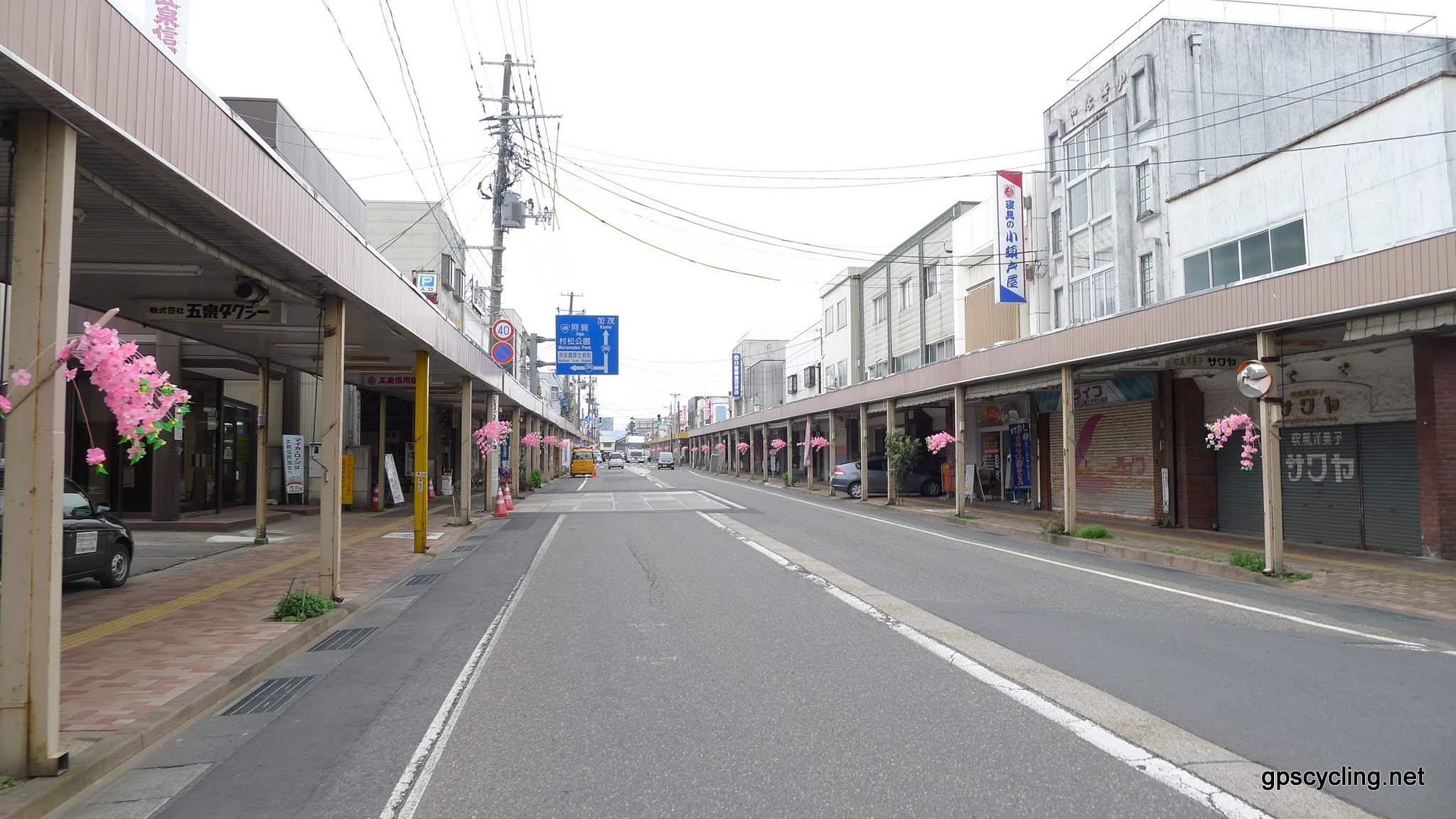
終点付近の村松市街

  - 国道403号〈新津バイパス・新津南バイパス〉・国道460号（古田交差点）
  - 新潟県道320号新津小須戸線（新津本町三丁目交差点）
  - 新潟県道231号新関橋田村松線（小口交差点）
  - 新潟県道406号新関停車場線（新関駅入口）
- 五泉市
  - 新潟県道17号新潟村松三川線（下条交差点）
  - 新潟県道188号五泉安田線（三本木交差点）
  - 新潟県道469号北五泉停車場線（北五泉駅入口交差点）
  - 新潟県道41号白根安田線（本町三丁目交差点）
  - 新潟県道55号新潟五泉間瀬線・新潟県道436号猿和田五泉線（本町一丁目交差点）
  - 新潟県道133号五泉停車場線（五泉駅入口交差点）
  - 新潟県道231号新関橋田村松線（南部郷病院前交差点）
  - 国道290号（=新潟県道17号新潟村松三川線 重複）（村松下町交差点）